# Contea di Muan
La contea di Muan (Muan-gun; 무안군; 務安郡) è una delle suddivisioni della provincia sudcoreana del Sud Jeolla. Comprende il villaggio di Namak, capoluogo provinciale.